# Votlina (sura)
Votlina (arabsko Al-Kahf) je 18. sura (poglavje) v Koranu, ki jo sestavlja 110 ajatov (verzov). Je meška sura.
Med opravljanjem molitve (salata oz. namaza) pri tej suri verniki opravijo 12 ruku'jev (priklonov).